# Municipio de Columbia (condado de Dubois)
El municipio de Columbia (en inglés: Columbia Township) es un municipio ubicado en el condado de Dubois en el estado estadounidense de Indiana. En el año 2010 tenía una población de 1065 habitantes y una densidad poblacional de 11,29 personas por km².

## Geografía
El municipio de Columbia se encuentra ubicado en las coordenadas 38°28′58″N 86°44′6″O / 38.48278, -86.73500. Según la Oficina del Censo de los Estados Unidos, el municipio tiene una superficie total de 94.35 km², de la cual 93,71 km² corresponden a tierra firme y (0,68 %) 0,64 km² es agua.

## Demografía
Según el censo de 2010, había 1065 personas residiendo en el municipio de Columbia. La densidad de población era de 11,29 hab./km². De los 1065 habitantes, el municipio de Columbia estaba compuesto por el 96,71 % blancos, el 0,09 % eran afroamericanos, el 0,28 % eran amerindios, el 0,38 % eran asiáticos, el 1,22 % eran de otras razas y el 1,31 % eran de una mezcla de razas. Del total de la población el 2,25 % eran hispanos o latinos de cualquier raza.